# آکیهیرو گونو
آکیهیرو گونو (انگلیسی: Akihiro Gono؛ زادهٔ ۱۹۷۴) ورزشکار هنرهای رزمی ترکیبی و جودوکار اهل ژاپن است.